# Пам'ятник Олександрові Пушкіну (Київ, погруддя)

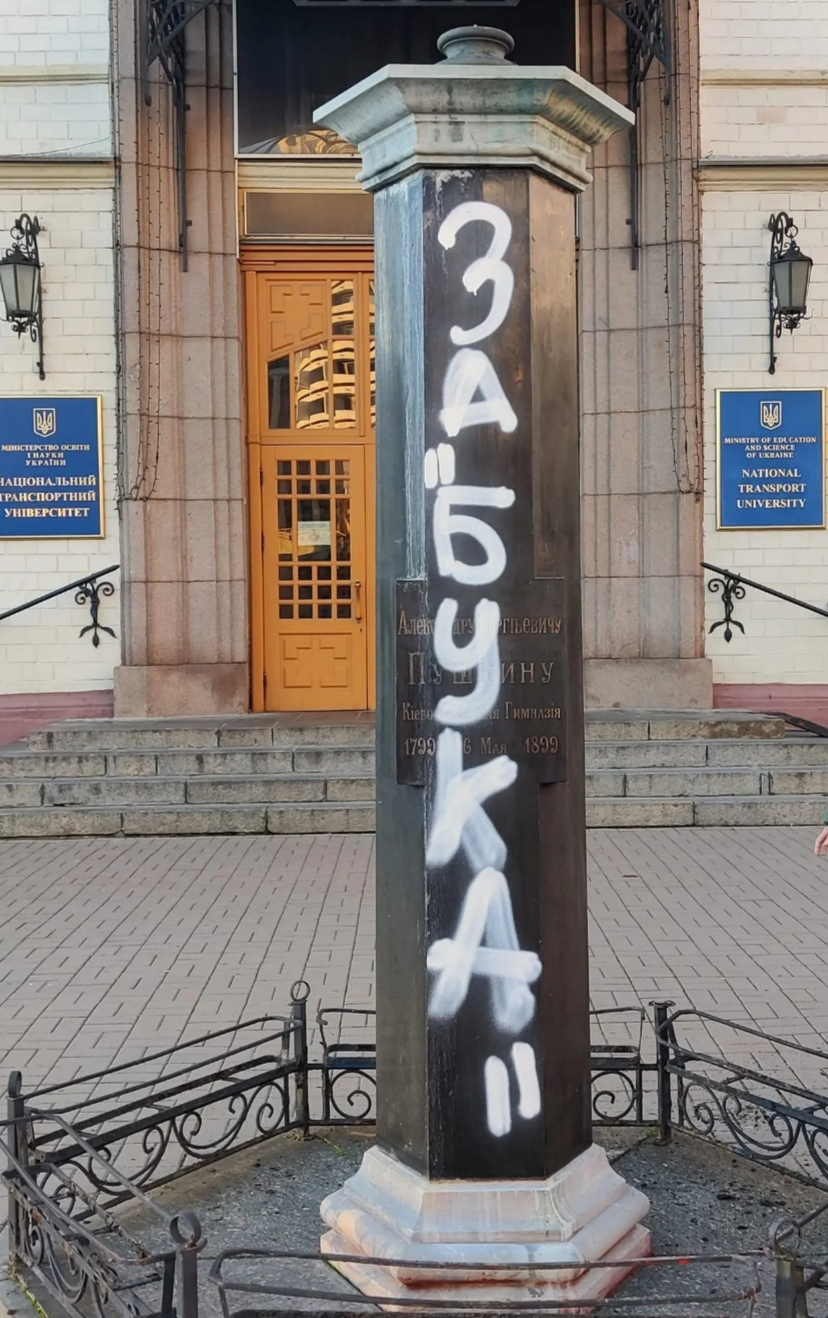
Постамент

Пам'ятник (погруддя) Олександрові Пушкіну в Києві — колишній російський імперський пам'ятник-погруддя російському поетові Олександру Пушкіну в місті Києві, що існував у 1899—2022 роках. Був найстарішим пам'ятником Пушкіну в Києві. 11 жовтня 2022 року, після масованого ракетного обстрілу України Росією, скинутий з постамента невідомими. При цьому бюст зазнав пошкоджень. Знищення історичної пам'ятки «присвятили» лейтенанту Збройних сил України Денису Антіпову на псевдо «Бук»  — відомому громадському активісту, викладачу корейської мови в Київському національному університеті імені Тараса Шевченка, який загинув у травні 2022 року в бою з російськими окупантами.

## Опис
Пам'ятник представляв собою бронзове погруддя Пушкіна, яке було встановлене на базальтовій колоні-постаменті. Постамент — шестигранна колона заввишки 2 м, виготовлений київським майстром Скіавоні. Розташовувався перед Національним транспортним університетом на розі вулиці Івана Мазепи та вулиці Михайла Омеляновича-Павленка на площі Слави. Автор — скульптор Р. Р. Бах. На колоні золотими літерами було висічено: «Александру Сергѣевичу Пушкину Кіево-Печерская Гимназія. 1799. 26 мая 1899».
Загальна висота пам'ятника становила — 3,1 м, постамент — 2,5 м, погруддя — 0,6 м.

## Історія
Напередодні 100-річчя від дня народження Олександра Пушкіна в Києво-Печерській гімназії було подано пропозицію про встановлення пам'ятника російському письменнику, задля чого серед викладачів і вихованців гімназії було оголошено проведення підписки коштів, за якою вдалося зібрати 900 карбованців, що було цілком достатньо для встановлення скромного пам'ятника.
Бюст, виготовлений з бронзи, був привезений з Санкт-Петербурга, а відлито його за проєктом скульптора Роберта Баха було фірмою Берто.
Пам'ятник Пушкіну було урочисто встановлено 26 травня (7 червня) 1899 року, до 100-річчя народження поета, на розі вулиці Нікольської та Еспланадної.

## Зображення

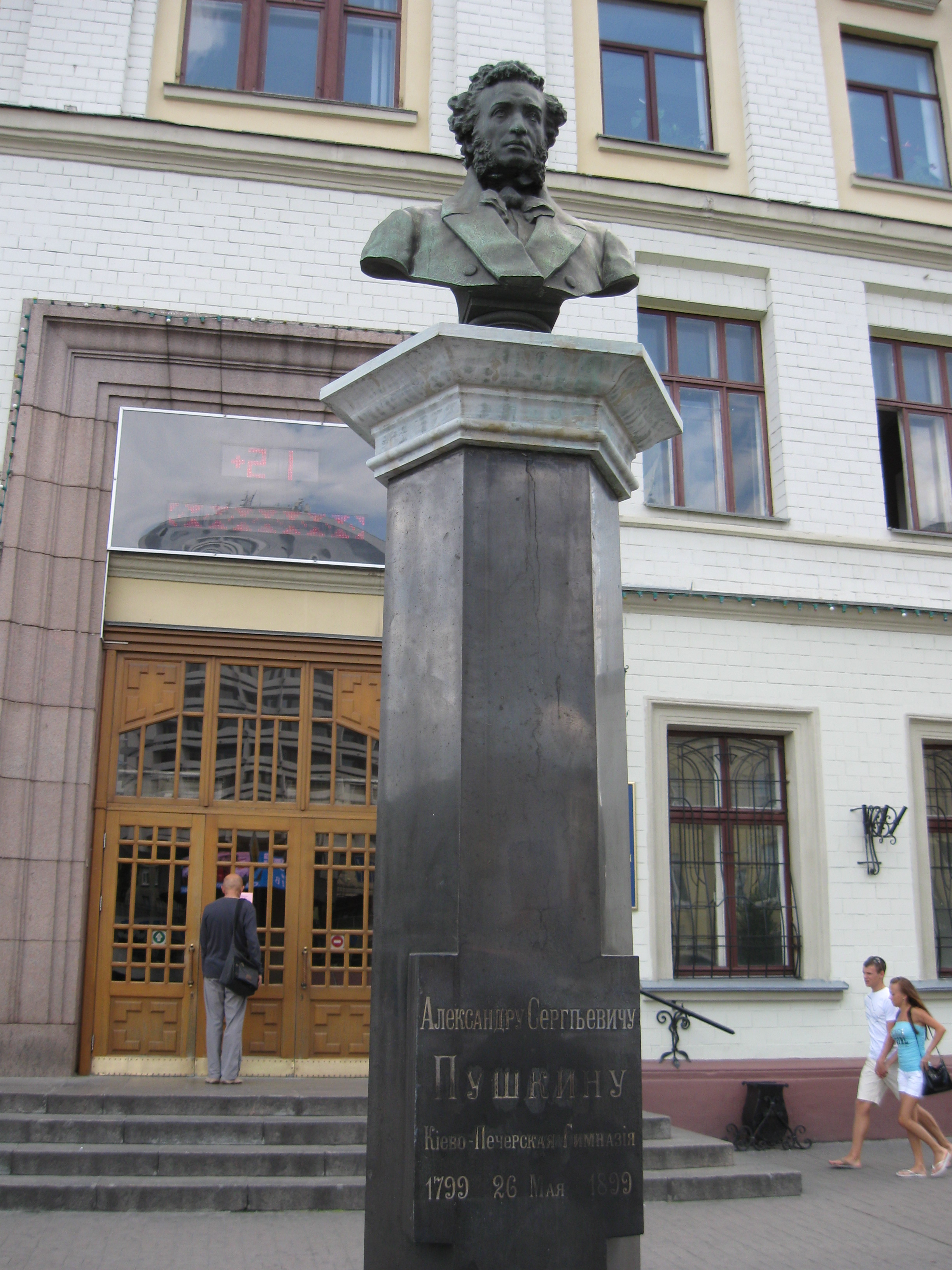
Пам'ятник-погруддя Олександрові Пушкіну (ракурс)
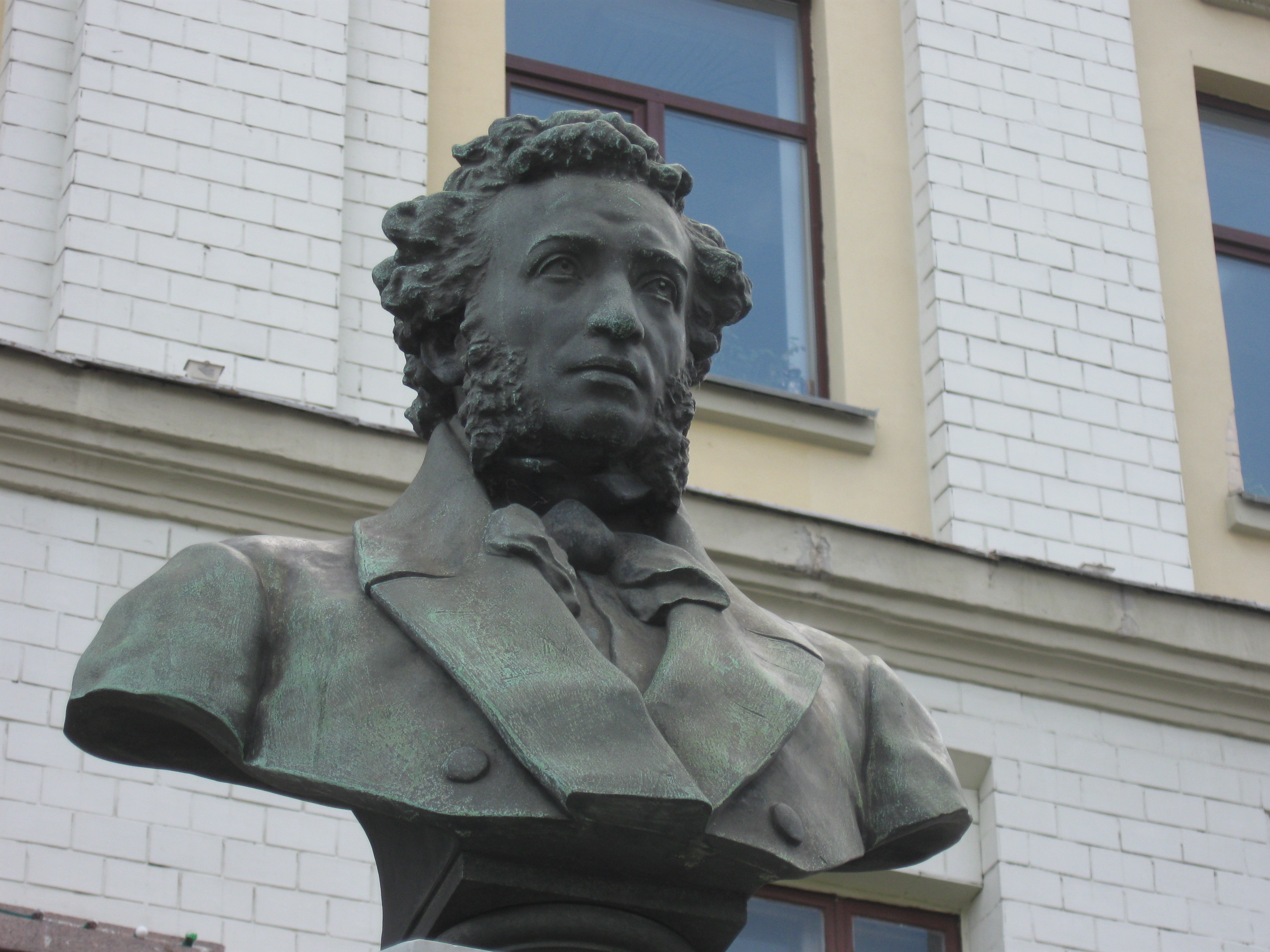
Погруддя Олександра Пушкіна зблизька
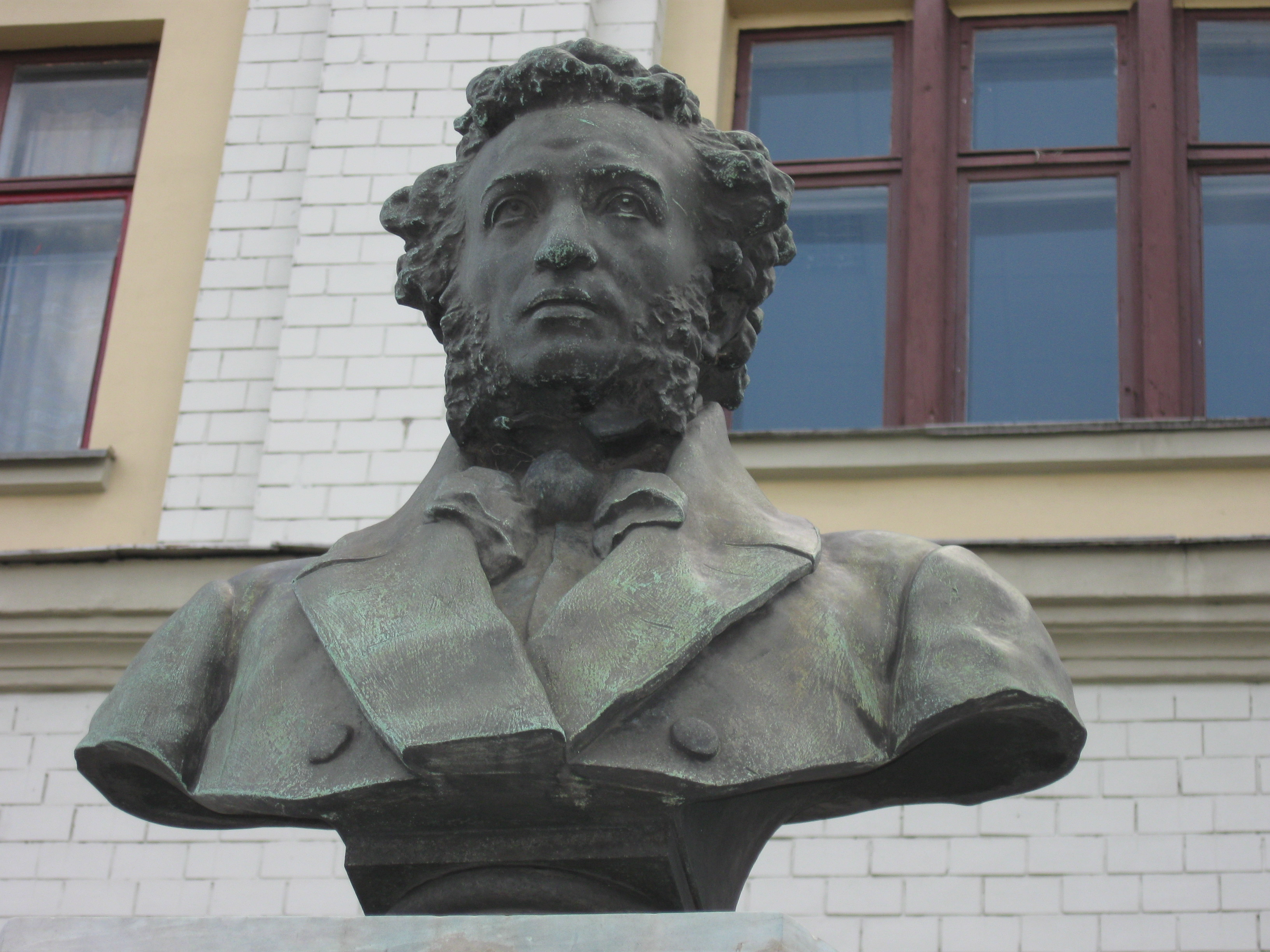
Погруддя Олександра Пушкіна зблизька
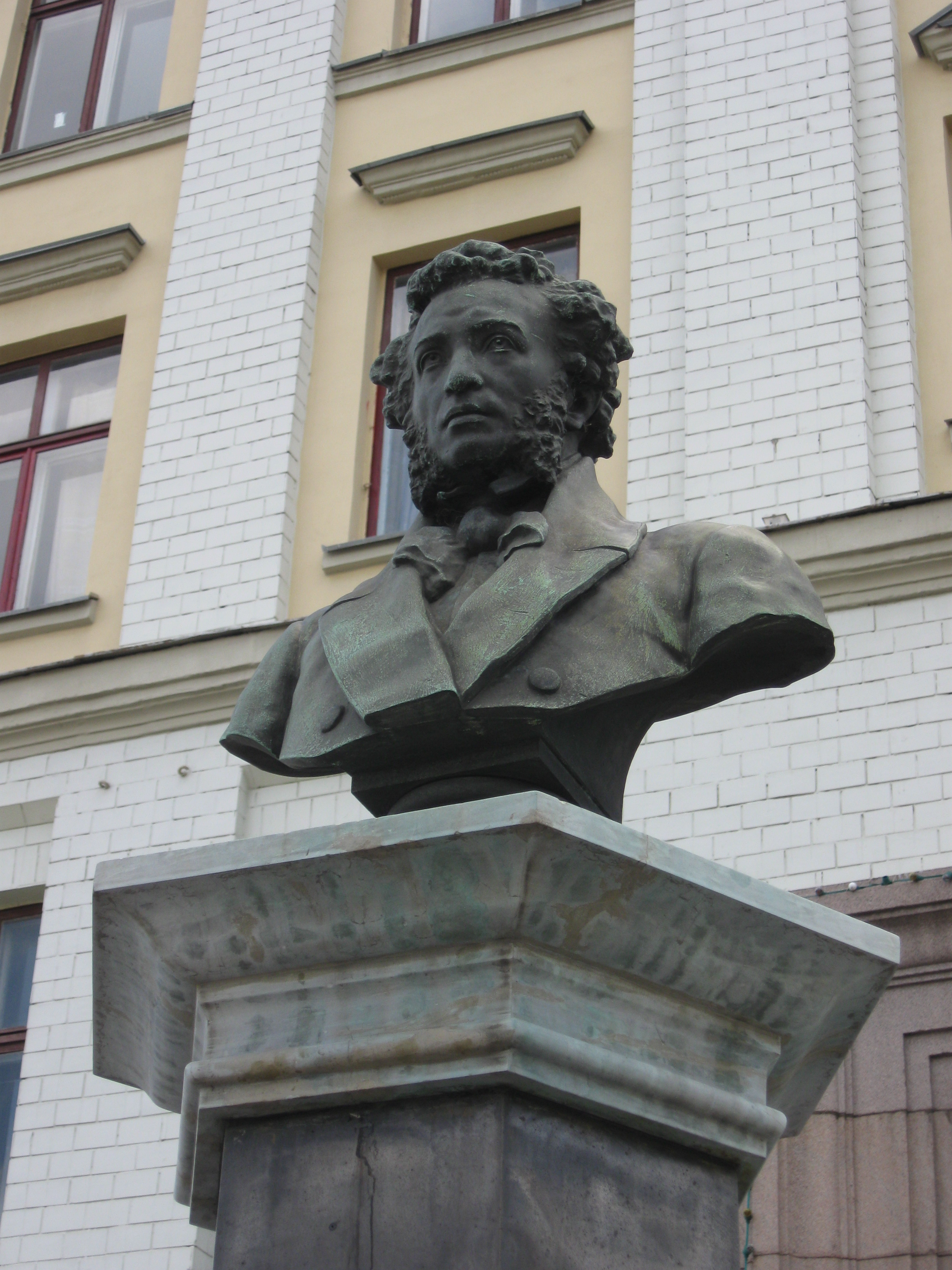
Фрагмент пам'ятника
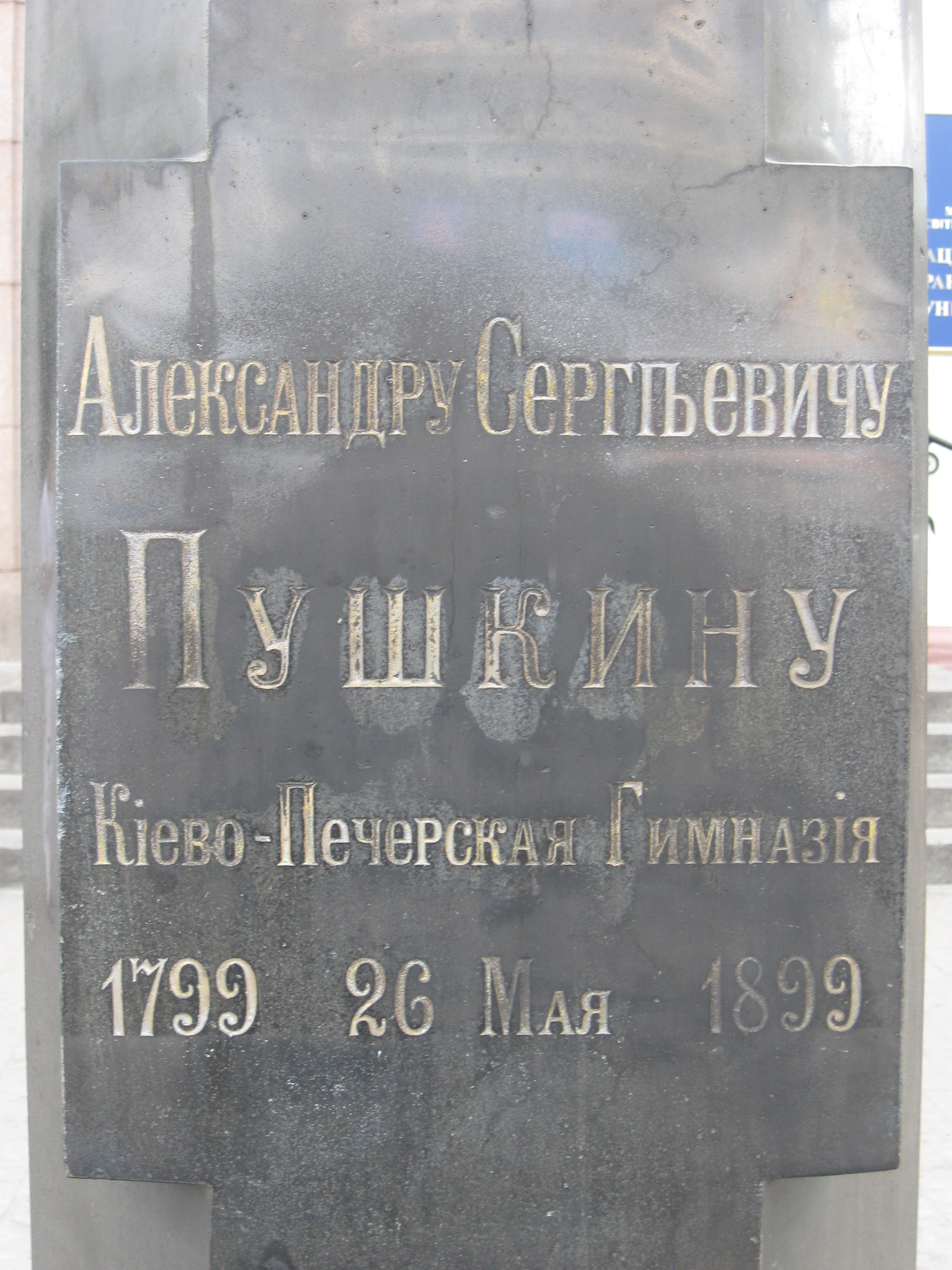
Напис на п'єдесталі